# The 1st Album
The 1st Album – debiutancki album niemieckiego zespołu Modern Talking. Został wydany w 1985 roku przez zachodnioniemiecką firmę Hansa International. Album zawiera dwa międzynarodowe przeboje:
- You’re My Heart, You’re My Soul
- You Can Win If You Want

oraz inne udane utwory:
- Diamonds Never Made a Lady
- There's Too Much Blue in Missing You
- One in a Million

Około 6 milionów sprzedanych egzemplarzy na całym świecie. Thomas Anders i Dieter Bohlen pojawili się po raz pierwszy w telewizji jako zespół Modern Talking 17 stycznia 1985 roku w programie telewizyjnym Formel Eins. The 1st Album był na niemieckiej liście przebojów przez 43 tygodnie i spędził 18 tygodni na TOP 10. Godny uwagi jest fakt, że dwa utwory z tego albumu wykonał Dieter jako solowy wokalista pod pseudonimem Ryan Simmons:
- Lucky Guy
- The Night Is Yours - The Night Is Mine

Pierwszą z nich śpiewał jeszcze przed premierą albumu The 1st Album, co oznacza, że jest to jedyny cover w historii zespołu Modern Talking. Niemiecką wersję tej piosenki o tytule Es geht mir gut heut' nacht wykonywał także Thomas. Piosenka There's Too Much Blue In Missing You jest natomiast jedynym utworem niemieckiego duetu, w którym zwrotki są śpiewane przez Dietera Bohlena, a nie Thomasa Andersa.

## Wyróżnienia
| Wyróżnienie     | Państwo                                                                         |
| --------------- | ------------------------------------------------------------------------------- |
| Platynowa płyta | Austria, Niemcy, Szwajcaria                                                     |
| Złota płyta     | Belgia, Chile, Finlandia, Hiszpania, Izrael, Norwegia, Portugalia, RPA, Szwecja |
| Srebrna płyta   | Dania                                                                           |

## Lista utworów
LP (Hansa 206 818)	rok 1985
| Nr | Tytuł                                  | Długość |
| -- | -------------------------------------- | ------- |
| 1. | You’re My Heart, You’re My Soul        | 3:15    |
| 2. | You Can Win If You Want                | 3:55    |
| 3. | There's Too Much Blue in Missing You   | 4:40    |
| 4. | Diamonds Never Made a Lady             | 4:05    |
| 5. | The Night Is Yours - The Night Is Mine | 5:30    |
| 6. | Do You Wanna                           | 4:22    |
| 7. | Lucky Guy                              | 3:31    |
| 8. | One in a Million                       | 3:44    |
| 9. | Bells of Paris                         | 4:17    |

## Listy przebojów (1985)
| Państwo    | Najwyższe miejsce |
| ---------- | ----------------- |
| Austria    | 2                 |
| Belgia     | 2                 |
| Finlandia  | 1                 |
| Grecja     | 4                 |
| Hiszpania  | 5                 |
| Holandia   | 8                 |
| Izrael     | 1                 |
| Niemcy     | 1                 |
| Norwegia   | 5                 |
| Portugalia | 4                 |
| RPA        | 6                 |
| Szwajcaria | 2                 |
| Szwecja    | 12                |
| Turcja     | 1                 |

## Autorzy
- Muzyka: Dieter Bohlen
- Autor tekstów: Dieter Bohlen, w piosence  Do You Wanna we współpracy z /Mary Applegate)
- Wokalista: Thomas Anders
- Producent: Dieter Bohlen
- Aranżacja: Dieter Bohlen
- Współproducent: Luis Rodriguez